# Rebecca Gablé

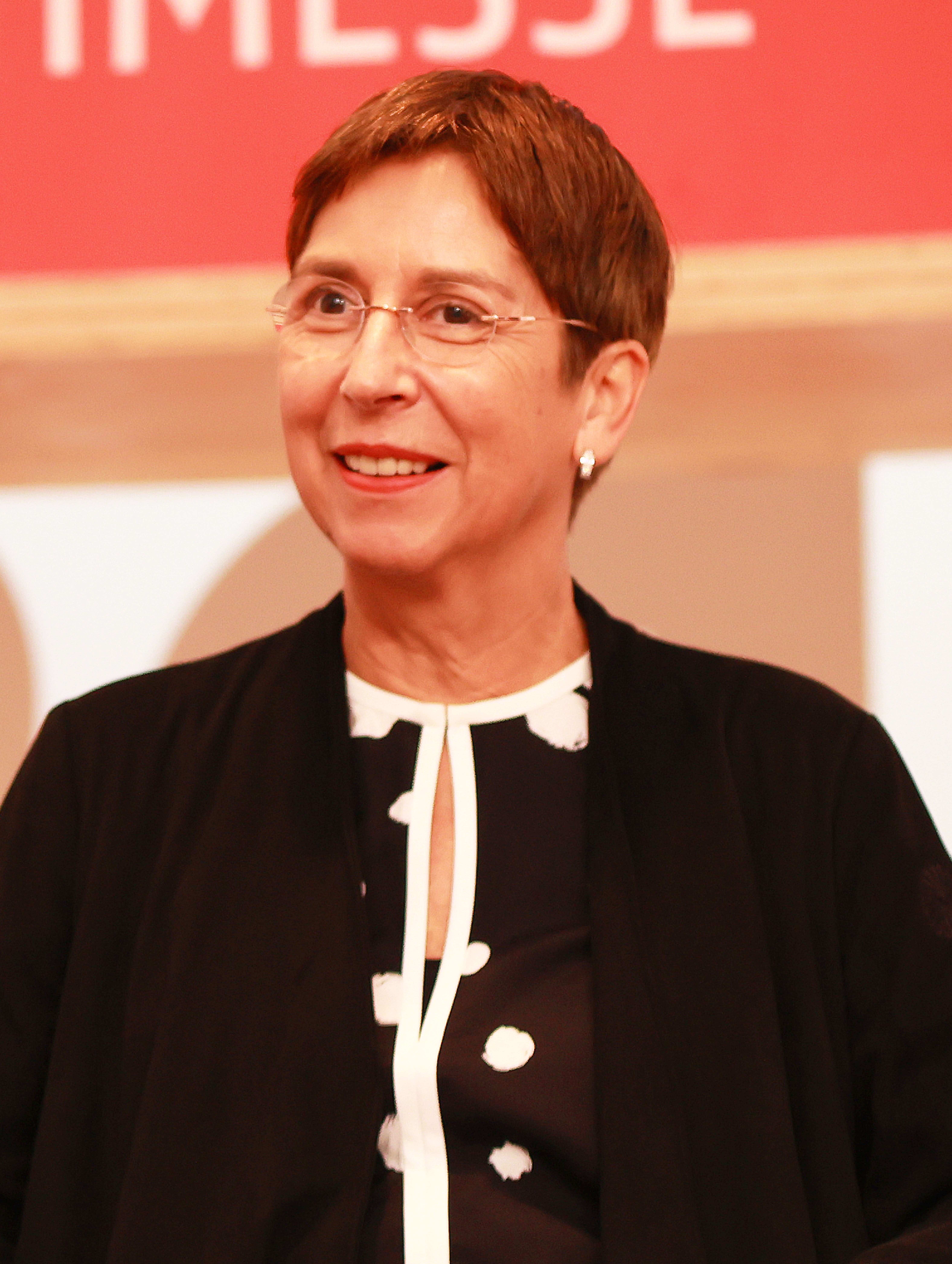
Rebecca Gablé (2022)

Rebecca Gablé ist der Künstlername der deutschen Schriftstellerin Ingrid Krane-Müschen (* 25. September 1964 in Wickrath, heute Teil von Mönchengladbach). Bekannt ist Gablé vor allem für ihre im Mittelalter spielenden historischen Romane, insbesondere der Waringham-Saga. Daneben war sie bis 2008 als literarische Übersetzerin aus dem Englischen tätig.

## Leben

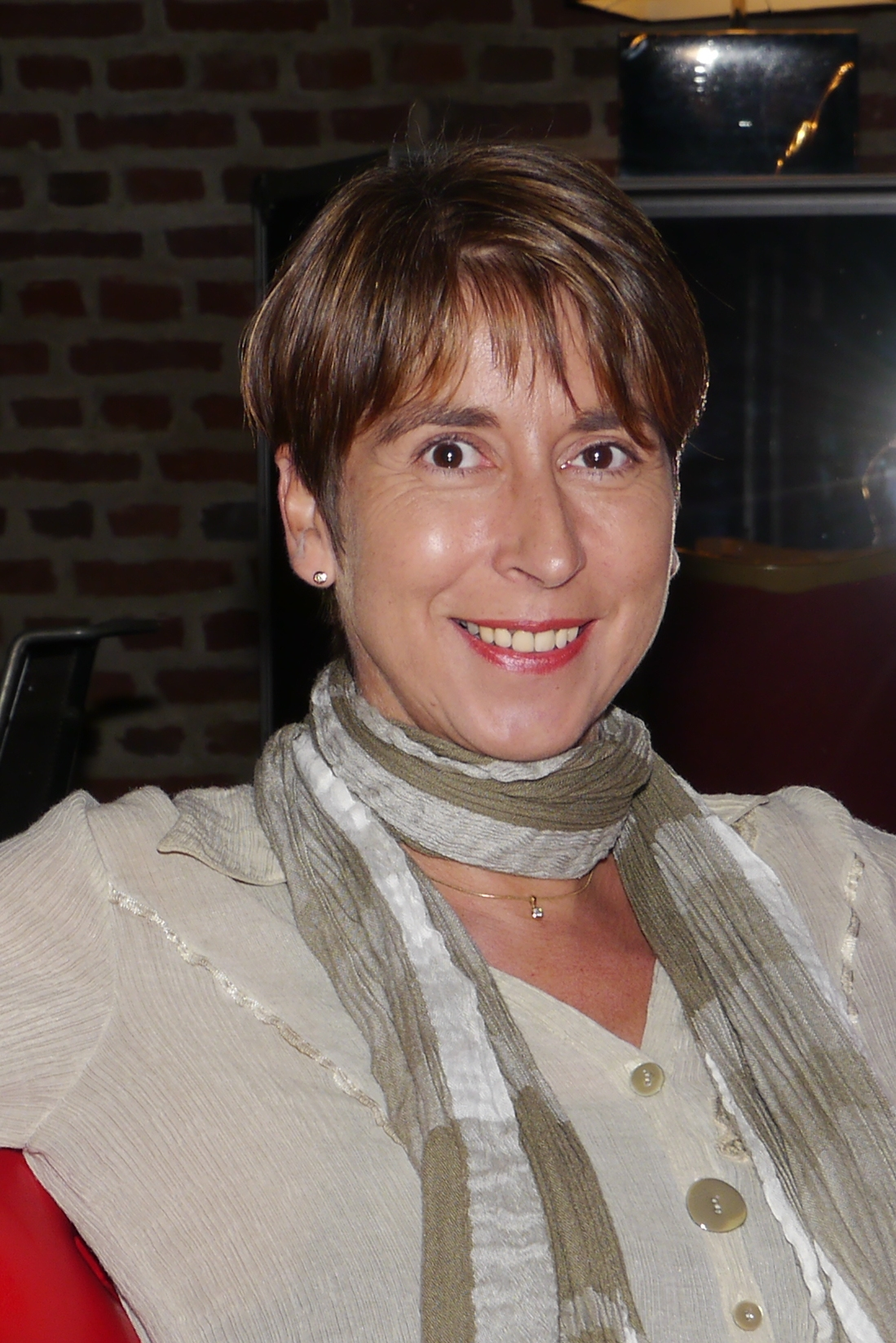
Rebecca Gablé (2011)

Rebecca Gablé machte 1984 ihr Abitur am Gymnasium an der Gartenstraße in Mönchengladbach-Rheydt. Dem Abitur folgte 1984 eine Ausbildung zur Bankkauffrau. In diesem Beruf arbeitete sie eine Zeit lang auf einem Stützpunkt der Royal Air Force. Dort vertiefte sich ihr Interesse an der englischen Kultur.
1991 begann Rebecca Gablé ein Studium der Literaturwissenschaft und Mediävistik in den Fächern Anglistik und Germanistik an der Heinrich-Heine-Universität Düsseldorf. Im Frühjahr 1996 schloss sie das Studium mit dem Magisterexamen ab. 
Mehrere Jahre suchte Gablé nach einem Verlag für ihren ersten Kriminalroman Jagdfieber. Das Buch erschien 1995 beim Bastei Lübbe Verlag. Der Roman wurde für den Friedrich-Glauser-Krimipreis nominiert.
Anschließend folgte ein weiterer Krimi Die Farben des Chamäleons. Von dem Honorar der Krimis konnte Gablé nicht leben, deshalb arbeitete sie als Übersetzerin für verschiedene Verlage.
Der kommerzielle Durchbruch kam 1997 mit ihrem ersten historischen Roman Das Lächeln der Fortuna, von dem im ersten Jahr nach Erscheinen ca. 200.000 Exemplare abgesetzt wurden. Danach schrieb sie zunächst zwei weitere Kriminalromane. Von 1999 bis 2000 nahm sie einen Lehrauftrag an der Heinrich-Heine-Universität in altenglischer Literatur wahr. Im Jahr 2000 folgte mit Das zweite Königreich ein weiterer Historienroman. Seitdem hat sich Gablé dem Verfassen historischer Romane zugewandt, die alle in die Bestsellerlisten aufstiegen. Neben der fortlaufenden Reihe um die Geschichte der (fiktiven) Familie Waringham, die eng mit den englischen Herrscherhäusern des Mittelalters und der frühen Neuzeit verknüpft ist, verfasste Gablé weitere Romane, die ebenfalls im englischen Mittelalter spielen. 
Gablé trat der Autorengruppe deutschsprachiger Kriminalliteratur (dem „Syndikat“) bei, dessen Sprecherin sie drei Jahre lang war. Weiterhin wurde sie Mitglied im Autorenkreis Historischer Roman Quo Vadis. 
2008 veröffentlichte Gablé das belletristische Sachbuch Von Ratlosen und Löwenherzen zur Geschichte des englischen Mittelalters.
Neben der Literatur gilt ihr Interesse der (mittelalterlichen) Geschichte und vor allem der Musik. Sie spielt Klavier und singt seit vielen Jahren in einer Band. Rebecca Gablé und ihr Mann leben in Wickrath und in Spanien.

## Auszeichnungen
- 2006: Silberner Lorbeer des Sir Walter Scott-Preises vom Autorenkreis Historischer Roman Quo Vadis für Die Hüter der Rose
- 2010: LovelyBooks Leserpreis in der Kategorie Historischer Roman für Hiobs Brüder
- 2011: LovelyBooks Leserpreis in der Kategorie Historischer Roman für Der dunkle Thron
- 2013: LovelyBooks Leserpreis in der Kategorie Historischer Roman für Das Haupt der Welt
- 2015: LovelyBooks Leserpreis in der Kategorie Historischer Roman für Der Palast der Meere
- 2017: LovelyBooks Leserpreis in der Kategorie Historischer Roman für Die fremde Königin
- 2019: LovelyBooks Leserpreis in der Kategorie Historischer Roman für Teufelskrone
- 2022 LovelyBooks Community Award Bronze in der Kategorie Historische Romane für Drachenbanner[4]

## Werke

### Waringham-Reihe
- Das Lächeln der Fortuna, 1997
- Die Hüter der Rose, 2005
- Das Spiel der Könige, 2007
- Der dunkle Thron, 2011
- Der Palast der Meere, 2015
- Teufelskrone, 2019
- Drachenbanner, 2022
- Der König der purpurnen Stadt, 2002, ist in Teilen ein Prequel des ersten Bandes der Waringham-Reihe

### Kriminalromane
- Jagdfieber, 1995
- Die Farben des Chamäleons, 1996
- Das letzte Allegretto, 1998
- Das Floriansprinzip, 1999

### Helmsby-Reihe
- Das zweite Königreich, 2000
- Hiobs Brüder, 2009
- Der Rabenthron, 2025

### Otto-der-Große-Reihe
- Das Haupt der Welt, 2013
- Die fremde Königin, 2017 (Platz 1 der Spiegel-Bestsellerliste vom 6. bis zum 12. Mai 2017)

### Populärwissenschaftliche Sachbücher
- Von Ratlosen und Löwenherzen – Eine kurzweilige, aber nützliche Geschichte des englischen Mittelalters, 2008

### Kurzgeschichten
- Reliquienblut, 2006
- Gottesurteil, 2006

### Sonstige Werke
- Die Siedler von Catan, 2003
- Die sieben Häupter. 2004, historischer Roman, Gemeinschaftswerk von 12 Autoren
- Der zwölfte Tag. 2006, historischer Roman, Gemeinschaftswerk von 12 Autoren

## Als Übersetzerin unter dem Namen Ingrid Krane-Müschen (Auswahl)
- Richard Wagamese: Hüter der Trommel. Aus dem kanadischen Englisch (Keeper'n me). Schneekluth, München 1997; Bastei-Lübbe, Bergisch Gladbach 2000.
- Kevin Baker: Dreamland. Aus dem amerikanischen Englisch (Dreamland). Schneekluth, München 2000.
- Kevin Baker: Die Straße zum Paradies. Aus dem amerikanischen Englisch (Paradise Alley). Droemer Knaur, München 2004.
- Elizabeth George: Wo kein Zeuge ist. Aus dem amerikanischen Englisch (With No One As Witness). Blanvalet-Verlag, München 2006.
- Elizabeth George: Am Ende war die Tat. Aus dem amerikanischen Englisch (What Came Before He Shot Her). Blanvalet-Verlag, München 2007.
- Elizabeth George: Doch die Sünde ist scharlachrot. Aus dem amerikanischen Englisch (Careless in Red). Blanvalet-Verlag, München 2008.
- Agatha Christie: Kurz vor Mitternacht. Unter dem Namen Rebecca Gablé aus dem Englischen (Towards Zero). Scherz Verlag, Bern 2002.